# Debi Mazar
Deborah Anne Mazar, detta Debi o Debra (IPA: [məˈzɑŗ]; New York, 13 agosto 1964), è un'attrice statunitense.
È considerata un'icona del cinema e della televisione statunitensi ed è inoltre nota per aver preso parte a numerosi film, quali ad esempio Quei bravi ragazzi di Martin Scorsese; Malcolm X di Spike Lee; Batman Forever di Joel Schumacher, dove interpreta la fidanzata di Due Facce, Spice; Pallottole su Broadway di Woody Allen. È inoltre nota per aver interpretato il personaggio di Denise Iannello, nella serie televisiva Civil Wars, dal 1991 al 1993; di Denise Ianello nell'ottava stagione della serie televisiva L.A. Law - Avvocati a Los Angeles, dal 1993 al 1994; di Maggie Amato nella serie televisiva Younger dal 2015 al 2021.

## Biografia
Debi Mazar nasce a New York il 13 agosto del 1964, figlia di immigrati lettoni, Harry e Nancy Mazar. Il padre, di origine ebraica, si era convertito alla religione cattolica, mentre la madre, nata da una famiglia cattolica, inizialmente si converte al buddismo, per divenire in seguito una testimone di Geova.
Prima di diventare attrice, la Mazar è stata una truccatrice piuttosto rinomata. Nei primi anni ottanta conosce Madonna e le due diventeranno inseparabili per molti anni, al punto che Debi Mazatr partecipa ad alcuni videoclip dell'amica: la possiamo vedere infatti in True Blue e Papa Don't Preach, del 1986; in Deeper and Deeper, del 1992, e in Music, del 2000.
Nel frattempo Debi Mazar ottiene le prime particine, evidenziando il suo talento come ballerina hip-hop in film come Graffiti Rock. Il primo ruolo di rilievo è quello di Sandy nel film di Martin Scorsese Quei bravi ragazzi. Interpreterà successivamente svariati generi di film, rimanendo però sempre vicino all'ambiente del cinema indipendente.
Negli anni novanta i suoi ruoli più noti e mainstream sono quelli dell'antipatica padrona dei cani in Beethoven 2 (1994) e di Spice, una delle due fidanzate di Due Facce (Tommy Lee Jones), in Batman Forever (1995) diretto da Joel Schumacher. Debi Mazar lavora anche con Spike Lee, in Malcolm X (1992) e Girl 6 - Sesso in linea (1996), e Woody Allen, in Pallottole su Broadway (1994). È la spia de Lo smoking (2002), con Jackie Chan, ed è tra gli interpreti di Insider - Dietro la verità (1999), Collateral (2004) e Be Cool (2005).
Debi Mazar viene scelta per interpretare Medusa, il celebre mostro mitologico dell'Antica Grecia, nella serie televisiva creata da Charlie Covell Kaos, distribuita dal servizio di streaming on demand Netflix nel 2024, girata in Spagna nel 2022.

## Vita privata
Dopo essere stata a lungo, dal 1993 al 1999, fidanzata con Paul Reubens, meglio noto come Pee-wee Herman, ha sposato nel 2002 il musicista-cuoco Gabriele Corcos da cui ha avuto due figlie: Evelyn (2002) e Giulia (2006).
Nel 2022, stanca della cultura e della politica statunitensi, decide di trasferirsi in Italia, a Firenze, con la famiglia.

## Filmografia

### Attrice

#### Cinema
- Quei bravi ragazzi (Godfellas), regia di Martin Scorsese (1990)
- The Doors, regia di Oliver Stone (1991)
- Jungle Fever, regia di Spike Lee (1991)
- Il mio piccolo genio (Little Man Tate), regia di Jodie Foster (1991)
- In the Soup - Un mare di guai (In the Soup), regia di Alexandre Rockwell (1992)
- Inside Monkey Zetterland, regia di Jefery Levy (1992)
- Love Is Like That, regia di Jill Goldman (1992)
- Singles - L'amore è un gioco (Singles), regia di Cameron Crowe (1992)
- Malcolm X, regia di Spike Lee (1992)
- Toys - Giocattoli (Toys), regia di Barry Levinson (1992)
- Mia moglie è una pazza assassina? (So I Married an Axe Murderer), regia di Thomas Schlamme (1993)
- Milionario per caso (Money for Nothing), regia di Ramon Menendez (1993)
- Beethoven 2 (Beethoven's 2nd), regia di Rod Daniel (1993)
- Pallottole su Broadway (Bullets Over Broadway), regia di Woody Allen (1994)
- Batman Forever, regia di Joel Schumacher (1995)
- Empire Records, regia di Allan Moyle (1995)
- Le cose che non ti ho mai detto (Cosas que nunca te dije), regia di Isabel Coixet (1996)
- Girl 6 - Sesso in linea (Girl 6), regia di Spike Lee (1996)
- Mosche da bar (Trees Lounge), regia di Steve Buscemi (1996)
- Red Ribbon Blues, regia di Charles Winkler (1996)
- Space Truckers, regia di Stuart Gordon (1996)
- Piacere, Wally Sparks (Meet Wally Sparks), regia di Peter Baldwin (1997)
- Ecstasy Generation (Nowhere), regia di Gregg Araki (1997)
- She's So Lovely - Così carina (She's So Lovely), regia di Nick Cassavetes (1997)
- The Deli, regia di John A. Gallagher (1997)
- Casper - Un fantasmagorico inizio (Casper: A Spirited Beginning), regia di Sean McNamara (1997)
- Trouble on the Corner, regia di Alan Madison (1997)
- Delitti d'autore (Frogs for Snakes), regia di Amos Poe (1998)
- Obsession (Hush), regia di Jonathan Darby (1998)
- There's No Fish Food in Heaven, regia di Eleanor Gaver (1998)
- Marry Me or Die, regia di Bob Hoge (1998)
- Insider - Dietro la verità (The Insider), regia di Michael Mann (1999)
- Una valigia a 4 zampe (More Dogs Than Bones) (2000)
- Downtown 81, regia di Edo Bertoglio (2000)
- Ostaggi eccellenti (Held for Ransom), regia di Lee Stanley (2000)
- Ten Tiny Love Stories, regia di Rodrigo García (2001)
- Lo smoking (The Tuxedo), regia di Kevin Donovan (2002)
- Who Killed the Idea?, regia di Hermann Vaske - cortometraggio (2003)
- Deception, regia di Max Fischer (2003)
- Collateral, regia di Michael Mann (2004)
- Goodnight, Joseph Parker, regia di Dennis Brooks (2004)
- My Tiny Universe, regia di Lucy Phillips e Glen Scantlebury (2004)
- Be Cool, regia di F. Gary Gray (2005)
- Edmond, regia di Stuart Gordon (2005)
- Wait, regia di Trudie Styler - cortometraggio (2005)
- The Alibi, regia di Matt Checkowski e Kurt Mattila (2006)
- Cappuccetto Rosso (Red Riding Hood), regia di Randal Kleiser (2006)
- A Beautiful Life, regia di Alejandro Chomski (2008)
- The Women, regia di Diane English (2008)
- Lovelace, regia di Rob Epstein e Jeffrey Friedman (2013)
- Return to Babylon, regia di Alex Monty Canawati (2013) - Gloria Swanson
- Tutto può accadere a Broadway (She's Funny That Way), regia di Peter Bogdanovich (2014)
- The Actor, regia di Jeremy Iacone - cortometraggio (2014)
- Entourage, regia di Doug Ellin (2015)
- The Only Living Boy in New York, regia di Marc Webb (2017)
- La ruota delle meraviglie - Wonder Wheel (Wonder Wheel), regia di Woody Allen (2017)
- A Christmas Number One, regia di Chris Cottam (2021)
- Rainbow, regia di Paco León (2022)
- La stanza degli omicidi (The Kill Room), regia di Nicol Paone (2023)

#### Televisione
- Graffiti Rock, regia di Clark Santee - film TV (1984)
- Civil Wars - serie TV, 36 episodi (1991-1993)
- L.A. Law - Avvocati a Los Angeles (L.A. Law) - serie TV, 22 episodi (1993-1994)
- Witch Hunt - caccia alle streghe (Witch Hunt), regia di Paul Schrader - film TV (1994)
- La legge di Burke (Burke's Law) - serie TV, episodio 2x02 (1995)
- Musical Shorts with Debi Mazar, regia di Ian Kessner - cortometraggio TV (1996)
- Temporarily Yours - serie TV, 6 episodi (1997)
- Witness to the Mob, regia di Thaddeus O'Sullivan - film TV (1998)
- David and Lisa, regia di Lloyd Kramer - film TV (1998)
- Working - serie TV, 17 episodi, 1998-1999)
- Providence - serie TV, episodi 2x08-2x09 (1999)
- Get Real - serie TV, episodio 1x16 (2000)
- That's Life - serie TV, 36 episodi (2000-2002)
- Friends - serie TV, episodio 8x23 (2002)
- Wanda at Large - serie TV, episodio non trasmesso (2003)
- Settimo cielo (7th Heaven) - serie TV, episodi 8x10-8x16 (2003-2004)
- All of Us - serie TV, 8 episodi (2003-2005)
- The Practice - Professione avvocati (The Practice) - serie TV, episodi 8x20-8x21 (2004)
- CSI: Miami - serie TV, episodio 3x08 (2004)
- Entourage - serie TV, 50 episodi (2004-2011)
- NYPD - New York Police Department (NYPD Blue) - serie TV, episodio 12x18 (2005)
- A casa di Fran (Living with Fran) - serie TV, 4 episodi (2005-2006)
- Ghost Whisperer - Presenze (Ghost Whisperer) - serie TV, episodio 2x06 (2006)
- Ugly Betty - serie TV, episodi 1x06-1x08 (2006)
- Privileged - serie TV, episodio 1x01 (2008)
- Law & Order - Unità vittime speciali (Law & Order: Special Victims Unit) - serie TV, episodio 10x06 (2008)
- Burn Notice - Duro a morire (Burn Notice) - serie TV, episodio 3x08 (2009)
- Castle - serie TV, episodio 2x05 (2009)
- Hawthorne - Angeli in corsia (Hawthorne) - serie TV, episodio 2x07 (2010)
- Jonas L.A. (Jonas) - serie TV, 7 episodi (2010)
- Mellissa & Joey - serie TV, episodio 2x05 (2012)
- Holiday Heist - Mamma, ho visto un fantasma (Home Alone 5: The Holiday Heist), regia di Peter Hewitt - film TV (2012)
- Happily Divorced - serie TV, episodio 2x15 (2012)
- Younger - serie TV, 82 episodi (2015-2021)
- Elementary - serie TV, episodio 5x09 (2016)
- Happy! - serie TV, 6 episodi (2017-2019)
- Arde Madrid, regia di Paco León - miniserie TV, 8 episodi (2018)
- El Hormiguero: Vacaciones en el Titanic, regia di Pablo Motos e Jorge Salvador - cortometraggio TV (2019)
- Power - serie TV, episodi 6x13-6x15 (2020)
- Katy Keene - serie TV, episodio 1x12 (2020) - Debi Mazar
- At Home with Amy Sedaris - serie TV, episodio 3x06 (2020)
- The Other Two - serie TV, episodio 2x02 (2021) - Debi Mazar
- Il Pentavirato (The Pentaverate), regia di Tim Kirkby - miniserie TV, 5 episodi (2022)
- East New York - serie TV, episodi 1x15-1x16-1x21 (2023)
- Kaos – serie TV, 6 episodi (2024)
- Miss Fallaci – serie TV, episodi sconosciuti (2025)

#### Videoclip
- Madonna Everybody, regia di Ed Steinberg (1982)
- Madonna Papa Don't Preach, regia di James Foley (1986)
- Madonna True Blue, regia di James Foley (1986)
- Madonna Justify My Love, regia di Jean-Baptiste Mondino (1990)
- Madonna Deeper and Deeper, regia di Bobby Woods (1992)
- Space Monkeys Sugar Cane, regia di David LaChapelle (1997)
- Madonna Music, regia di Jonas Åkerlund (2000)
- Younger Girls (2018)

### Doppiatrice

#### Televisione
- La famiglia della giungla (The Wild Thornberrys) - serie animata, episodio 2x04 (1999)
- The Sissy Duckling, regia di Anthony Bell - film TV (1999)
- The Groovenians, regia di Jordan Reichek - cortometraggio TV (2002)
- The Life & Times of Tim - serie animata, episodio 2x04 (2010)
- Good Vibes - serie animata, 12 episodi (2011)
- I Simpson (The Simpsons) - serie animata, episodio 29x16 (2018)
- City Island - serie animata, episodio 1x14 (2023)

#### Videogiochi
- Grand Theft Auto III (2001)
- Grand Theft Auto: San Andreas (2004)

### Produttrice
- Extra Virgin Americana - serie TV, 5 episodi (2016)

### Cinema
- Madonna: Ciao, Italia! - Live from Italy, regia di Jeffrey Hornaday, Mark Aldo Miceli, Mitchell Sinoway e Egbert van Hees - direct-to.video (1987)
- Appuntamento con un angelo (Date with an Angel), regia di Tom McLoughlin (1987)

### Videoclip
- Madonna Everybody, regia di Ed Steinberg (1982)
- Madonna Burning Up, regia di Steve Barron (1983)

## Teatro
- Speed-the-Plow, regia di Gregory Mosher, Royale Theatre, New York (1988) - truccatrice

## Discografia

### Collaborazioni
- 2003 - Blow-Up In Technicolor, nel brano A Manhattan Moment

## Videografia
- 2010 - Sandra Bernhard Sandra After Dark

## Riconoscimenti
- American Television Award
  - 1993 - Candidatura alla miglior attrice non protagonista in una serie televisiva drammatica per Civil Wars
- Feroz Award
  - 2019 - Candidatura alla miglior attrice non protagonista in una serie televisiva per Arde Madrid
- Monte-Carlo TV Festival
  - 2008 - Candidatura alla miglior attrice - serie televisive commedia per Entourage
- Screen Actors Guild Award
  - 2007 - Candidatura al migliore cast in una serie commedia per Entourage (condiviso con altri)

## Doppiatrici italiane
Nelle versioni in italiano delle opere in cui ha recitato, Debi Mazar è stata doppiata da: 
- Francesca Guadagno ne Lo smoking, Be Cool, Happy!
- Sabrina Duranti in Edmond, Castle
- Tiziana Avarista in Obsession, Mia moglie è una pazza assassina?
- Giuppy Izzo in Jungle Fever, Milionario per caso
- Rachele Paolelli in Cappuccetto Rosso, Ugly Betty
- Claudia Catani in Ghost Whisperer - Presenze, Kaos
- Tatiana Dessi in Younger, Blue Bloods
- Daniela Calò in Law & Order - Unità vittime speciali
- Giorgia Brugnoli in Entourage (s. 1-3)
- Beatrice Margiotti in Entourage (s. 4-8)
- Laura Boccanera in CSI: Miami
- Barbara De Bortoli in The Women
- Anna Cugini in Lovelace
- Francesca Manicone in Jonas LA
- Roberta Pellini in Elementary
- Laura Romano in Entourage (il film)
- Franca D'Amato in Insider - Dietro la verità
- Claudia Razzi in She's Lovely - Così carina
- Isabella Pasanisi in Space Truckers
- Giò Giò Rapattoni in Mosche da bar
- Gabriella Borri in Batman Forever
- Ida Sansone in Beethoven 2
- Cinzia De Carolis ne Il piccolo genio
- Francesca Fiorentini ne La ruota delle meraviglie - Wonder Wheel
- Maddalena Vadacca in Holiday Heist - Mamma, ho visto un fantasma